# Amanda Langlet
Pour les articles homonymes, voir Langlet.
Amanda Langlet est une actrice française née en 1967.

## Biographie
Amanda Langlet commence sa carrière à la télévision dans Les Quatre Cents Coups de Virginie en 1979, réalisé par Bernard Queysanne. Elle obtient ensuite le premier rôle dans Pauline à la plage réalisé par Éric Rohmer en 1983, alors qu'elle avait 15 ans.
Puis se succèdent Elsa, Elsa en 1985, de Didier Haudepin, Rosette cherche une chambre un court-métrage en 1987, Sanguine en 1988, de Christian François. De nouveau avec Éric Rohmer, elle interprète Margot dans Conte d'été réalisé en 1996, et Janine dans Triple Agent en 2004.
Elle joue également dans deux films de Michel Deville : La Divine Poursuite en 1997 et La Maladie de Sachs en 1999. Elle interprète en 2000 une infirmière dans un téléfilm de Lucas Belvaux, Mère de toxico. On la retrouve en 2008 dans Les Inséparables de Christine Dory.

## Filmographie

### Cinéma
- 1983 : Pauline à la plage d'Éric Rohmer : Pauline
- 1985 : Elsa, Elsa de Didier Haudepin : Lulu, la fée des bois
- 1987 : Rosette cherche une chambre de Rosette (court-métrage) : Sophie
- 1988 : Sanguines de Christian François : Berryl
- 1996 : Conte d'été d'Éric Rohmer : Margot
- 1997 : La Divine Poursuite de Michel Deville : Amandine
- 1999 : La Maladie de Sachs de Michel Deville : La femme de la brasserie
- 2004 : Triple Agent d'Éric Rohmer : Janine
- 2006 : Mon meilleur ami de Stéphane Granata (Court-métrage) : Alix
- 2008 : Les Inséparables de Christine Dory : Maya

### Télévision
- 1979 : Les Quatre Cents Coups de Virginie, série télévisée (la petite fille) ;
- 1998 : De gré ou de force, téléfilm (Dominique) ;
- 2001 : Mère de toxico, téléfilm (l'infirmière).

## Doublage
- 2024 : Las Azules : voix additionnelles